# Элсуэрт (Мэн)
Элсуэрт (англ. Ellsworth) — город в округе Ханкок, штат Мэн, США. Административный центр округа. Согласно данным переписи населения США 2010 года, население города составляет 7741 человек.

## История
До прихода европейцев территория округа была населена представителями индейских племён пассамакводди и пенобскотов.
Поселение, из которого позднее вырос город, было основано в 1763 году и первоначально называлось Нью-Боудин (New Bowdoin). Основным занятиями первых поселенцев были лесозаготовка, рыболовство и кораблестроение.

27 февраля 1800 года поселение получило статус малого города (town). Своё современное название город получил по имени Оливера Эллзуэрта (1745—1807), представителя Коннектикута на Филадельфийском конвенте. 27 февраля 1869 года статус Элсуэрта был повышен до города (city). Имеющийся на реке Юнион уклон позволил стать Элсуэрту крупным центром электроэнергетики штата, что, в свою очередь, способствовало бурному росту местной промышленности. В начале XX века на предприятиях Элсуэрта производили пиломатериалы, обувь, шерстяные изделия, паруса, вагоны, изделия литейного производства и другие товары. Функционировал рыбоводный завод. 7 мая 1933 года сильный пожар разрушил деловой центр города, при этом пламенем было уничтожено более 100 домов.

## География
Город находится в юго-восточной части штата, на берегах реки Юнион, на расстоянии приблизительно 106 километров к востоку-северо-востоку (ENE) от Огасты, административного центра штата. Абсолютная высота — 40 метров над уровнем моря.

Согласно данным бюро переписи населения США, площадь территории города составляет 243,25 км², из которых, 205,33 км² приходится на сушу и 37,92 км² (то есть 15,59 %) на водную поверхность.

Климат Элсуэрта влажный континентальный (Dfb в классификации климатов Кёппена), с морозной, снежной зимой и теплым летом.

## Демография
По данным переписи населения 2010 года в Элсуэрте проживало 7741 человек (3677 мужчин и 4064 женщины), 2048 семей, насчитывалось 3305 домашних хозяйства и 4240 единица жилого фонда. Средняя плотность населения составляла около 37,7 человека на один квадратный километр.

Расовый состав города по данным переписи распределился следующим образом: 96,65 % — белые, 0,66 % — афроамериканцы, 0,44 % — коренные жители США, 1,06 % — азиаты, 0,05 % — жители Гавайев или Океании, 0,28 % — представители других рас, 0,85 % — две и более расы. Число испаноязычных жителей любых рас составило 1,4 %.

Из 3559 домашних хозяйств в 29,3 % — воспитывали детей в возрасте до 18 лет, 47 % представляли собой совместно проживающие супружеские пары, в 10,6 % семей женщины проживали без мужей, в 4,3 % семей мужчины проживали без жён, 38 % не имели семьи. 30,2 % от общего числа семей на момент переписи жили самостоятельно, при этом 12 % составили одинокие пожилые люди в возрасте 65 лет и старше. Средний размер домашнего хозяйства составил 2,27 человека, а средний размер семьи — 2,85 человека.

Население города по возрастному диапазону по данным переписи 2010 года распределилось следующим образом: 21,5 % — жители младше 18 лет, 7,1 % — между 18 и 24 годами, 25,3 % — от 25 до 44 лет, 29,9 % — от 45 до 64 лет и 16,1 % — в возрасте 65 лет и старше. Средний возраст жителей составил 41,9 года.

## Известные уроженцы
- Тим Сильвия (р. 1976) — американский спортсмен, выступавший в смешанных единоборствах и рестлинге.